# Конгресс политэкономов
Конгресс политэкономов (англ. Congress of Political Economists, COPE) — международное экономическое сообщество; основано в 1988 г.
Основная цель организации — способствовать международной дискуссии о теории, принципах и проблемах экономики, в особенности по отношению к экономической политике.
Конгресс с 1990 года ежегодно проводит научные конференции (в 1996 году состоялось 2 конференции):
- 1990 — Гонконг
- 1991 — Бостон
- 1992 — Рио-де-Жанейро
- 1993 — Париж
- 1994 — Сидней
- 1995 — Сеул
- 1996 — Сан-Франциско
- 1996 — Претория и Крюгер-Парк (ЮАР)
- 1997 — Лодзь
- 1998 — Барбадос
- 1999 — Таллин
- 2000 — Лондон
- 2001 — Лас-Вегас
- 2002 — Лиссабон
- 2003 — Мехико
- 2004 — Каир
- 2005 — Сантьяго
- 2006, с 15 по 22 июля — Пекин
- 2010 — Гонолулу (Гавайи)
- 2013, июль — Буэнос-Айрес.

Президенты конгресса:
- 1989—1994 — Т. Саини (США)
- 1994-98 — Ю-Гак Хванг (Южная Корея)
- 1998—2000 — Д. Хортон (США)
- 2000—2003 — В. Тэйлор (США)
- 2003—2005 — С. Рудольф (Польша)
- с 2005 — Дж. Льюис (США).